# Касимов, Энвиль Владимирович
Энвиль Владимирович Касимов (23 января 1961, пос. Балезино, Удмуртская АССР — 24 июля 2020, Ижевск) — российский политик, журналист, художник, художник-живописец. Заслуженный работник культуры Удмуртской Республики. Депутат Госсовета Удмуртии второго-пятого созывов. Руководитель постоянной комиссии по национальной политике, общественной безопасности, регламенту и организации работы парламента региона. Главный редактор газеты «Известия Удмуртской Республики» (2003—2012) и «Удмуртская правда» (2017—2020).

## Биография
Родился 23 января 1961 года в посёлке Балезино Балезинского района Удмуртской АССР. По происхождению — чепецкий татарин.
Окончил Удмуртский государственный университет по специальности «учитель рисования». Окончил Московский государственный академический художественный институт имени В. И. Сурикова, специальность «художник-живописец».
Входил в состав арт-групп «Лодка» и «Танатос». Работал руководителем рекламной фирмы «Ижевский завод», редактором газеты «Городской стиль», начальником информационно-аналитического отдела «АСК-монтаж». Работал директором региональных образовательных программ общества содействия педагогических инициатив «Лицей».
С 1994 года вёл общественную и политическую деятельность, был сопредседателем РУОД «Удмуртия без наркотиков».
В апреле 1999 года был избран депутатом Государственного Совета Удмуртской Республики второго созыва (1999—2003).
С 2003 по 2012 год работал главным редактором газеты «Известия Удмуртской Республики».
В октябре 2012 года был избран руководителем постоянной комиссии по национальной политике, общественной безопасности, регламенту и организации работы парламента региона, в связи с чем был вынужден оставить пост главного редактора газеты «Известия Удмуртской Республики».
С ноября 2017 года — главный редактор газеты «Удмуртская правда».
Умер 24 июля 2020 года после продолжительной болезни. Церемония прощания состоялось в Госсовете Удмуртии.
Похоронен на кладбище в деревне Кестым Балезинского района.

## Творчество
В 1988 году Энвиль Касимов принимал участие в выставке «Молодость нашей страны» в Москве, в 1989 году его работы экспонировались на первой выставке авангардного искусства «Да!» в Ижевске. В 1990 году был одним из организаторов и принимал участие как художник в выставках: «Лодка» в Ижевске, «Нагота глазами XX века» в Ижевске и Москве, «Lines soft and hard» в Москве, перформанс «Белый флаг чёрного шамана» в Ижевске, «Mastaba» в Москве, «Druo» в Париже. В 1991 году его художественные работы экспонировались в Ижевске, Москве и Берлине на выставке «Монохром», на выставках «X-Annet» (Ижевск), «Танатос» (Москва), также в Ижевске прошла персональная выставка «Росомаха». В 1992 году он принимал участие в московских и ижевских выставках «10 уровней», «Tanatos-Murt», в московской выставке в Музее палеонтологии, и на аукционе «Druo» в США и Франции. В том же году им была создана галерея уличных скульптур, которые украсили парковую зону Дворца детского и юношеского творчества в Ижевске. Художественные работы Энвиля Владимировича Касимова находятся в частных коллекциях в России, СНГ, Германии, США, Норвегии, Австралии, Чехии, Канады, Франции, ЮАР, Шри-Ланки.

## Персональные выставки
- 2021 — «Энвиль. Начало». Выставочный центр «Галерея», Ижевск.[8][9]
- 2019 — «Интервенция #лук». Удмуртский республиканский музей изобразительных искусств, Ижевск.[10]
- 2012 — «Рукотворное». Туалет-музей, Ижевск.[11][12]
- 2011 — «Выставка личных писем Энвиля Касимова». Ижевск.
- 2011 — «Поехали». Выставочный центр «Галерея», Ижевск.
- 2010 — «Волки». Галерея «Известия Удмуртской Республики», Ижевск.
- 2009 — «Детское». Е. К. АртБюро, Москва.[13][14][15]
- 2008 — «Я люблю их». Центральный дом художника, Москва.[16]
- 1991 — «Росомаха», Ижевск.

## Групповые выставки
- 2019 — «Интервенция#лук», Пермь.
- 2019 — «Земля музъем», PERMM, Пермь.[17]
- 2018 — «ДАР», УРМИИ, Ижевск.[18]
- 2018 — «Четыре книги», Галерея на Каширке, Москва.[19]
- 2017 — «EX’PORT», Музей воды, Ижевск.
- 2014 — «Зиккурат любви», Уфа.[20][21]
- 2014 — «БАРдтО: опыт диалога», Ижевск.
- 2014 — «Императорские сады России», Санкт-Петербург.
- 2014 — «ПРОСТРАНСТВОВРЕМЯ», Ижевск.
- 2013 — 25-летие первой выставки «ДА», Ижевск.
- 2013 — фестиваль стрит-арта «Ижевская Интервенция», Ижевск.
- 2012 — «Белые ночи Перми», Пермь.
- 2012 — «Iжевск», Москва.
- 2012 — «Ижевский завоТ», Санкт-Петербург.[22]
- 2011 — «Белые ночи Перми», Пермь.
- 2011 — Фестиваль стрит-арта в Старках, Ижевск.
- 2009 — проект «Куриный Рай. Куриный Край», Ижевск, Пермь, Казань, Москва, Самара.[23]
- 2009 — «Omne animal», 3-я Московская Биеннале — параллельная программа, Московский зоопарк.
- 2008 — АРТ Форум «День Удмурта», Ижевск.[24]
- 2008 — АРТ-Ассамблея «Ижевский Арсенал» (Все из дерева), Ижевск.
- 2007 — АРТ Форум «День Удмурта», Ижевск.
- 2007 — АРТ-Ассамблея «Ижевский Арсенал» (Все из дерева), Ижевск.
- 1992 — «10 уровней», «Tanatos-Murt», Москва.
- 1991 — «X-Annet», «Танатос», «Монохром», Ижевск, Москва, Берлин.
- 1990 — «Нагота глазами XX века», Ижевск, Москва.
- 1990 — «Mastaba», Москва.
- 1990 — «Druo», Париж.
- 1990 — «Lines soft and hard», Москва.
- 1990 — «Лодка», Ижевск.[25]
- 1989 — «Да!», Ижевск.[26]
- 1988 — «Молодость нашей страны», Москва.

## Книги
- 2020 — Апология Любви. Стихи[27].
- 2010 — Правдивые рассказы из жизни П. И. Чайковского в изложении Энвиля Касимова (Быль)[28][29].

## Кураторские проекты (проекты, прошедшие по инициативе Энвиля Касимова)
- 2020 — Акция «Ижевские Лоси»[30]
- 2020 — Третий фестиваль «Удмуртский Лёд»
- 2019 — Выставка молодежного искусства «100 лет! Молодость Удмуртии»[31]
- 2019 — Второй фестиваль «Удмуртский Лёд»[32]
- 2019 — Экспедиция «PRO Родники»
- 2018 — Первый фестиваль «Удмуртский Лёд»
- 2016 — «Говорит Ижевск», специальный проект V Московской международной биеннале молодого искусства[33]
- 2015 — Фото-форум «Один день из жизни. Ижевск»
- 2013 — Появление в Ижевске молодежной АртРезиденции[34]
- 2013 — АРТ-Квадрат
- 2012 — АРТПАРАД
- 2012 — Второй музыкальный фестиваль «Теория относительности»[35]
- 2011 — Первый музыкальный фестиваль «Теория относительности»
- 2010 — концерт Эмира Кустурицы и «The No Smoking Orchestra»[36]

## Цитаты
Его без преувеличения знала вся республика. Это был удивительный человек с особым взглядом на жизнь. В памяти каждого он навсегда останется талантливым журналистом, харизматичным политиком, ярким художником.
— Александр Бречалов

Имея возможность уехать в Москву и в Европу, где, конечно же, художнику легче, чем в современной провинциальной России, он наоборот, всех тянул в Ижевск.
— Марат Гельман

## Награды
Отмечен государственными наградами, почётными званиями: награждён Почётной грамотой Удмуртской Республики. Почётной грамотой Государственного Совета Удмуртской Республики. Почётной грамотой Федеральной службы Российской Федерации по контролю за оборотом наркотиков. Медалью за вклад в историческое наследие городов России. Ведомственным нагрудным значком Министерства Российской Федерации по делам гражданской обороны и др.

## Память
Весной 2021 года в память о художнике появился «АртЛес Энвиля Касимова»: несколько тысяч саженцев елей высадили в Воткинском районе Удмуртии поклонники творчества Касимова.